# Бирнан
Бирнан (фр. Burnand) насеље је и општина у источном делу централне Француске у региону Бургоња, у департману Саона и Лоара која припада префектури Макон.
По подацима из 2011. године у општини је живело 121 становника, а густина насељености је износила 18,56 становника/km². Општина се простире на површини од 6,52 km². Налази се на средњој надморској висини од 260 метара (максималној 403 m, а минималној 219 m).

## Демографија
| 1962. | 1968. | 1975. | 1982. | 1990. | 1999. | 2011. |
| ----- | ----- | ----- | ----- | ----- | ----- | ----- |
| 134   | 154   | 121   | 113   | 115   | 122   | 121   |

График промене броја становника у току последњих година